# Semiothisa pagenstecheri
Semiothisa pagenstecheri är en fjärilsart som beskrevs av Claude Herbulot 1978. Semiothisa pagenstecheri ingår i släktet Semiothisa och familjen mätare. Inga underarter finns listade i Catalogue of Life.